# Fraquelfing
Fraquelfing là một xã trong vùng Grand Est, thuộc tỉnh Moselle, quận Sarrebourg, tổng Lorquin. Tọa độ địa lý của xã là 48° 38' vĩ độ bắc, 06° 59' kinh độ đông. Fraquelfing nằm trên độ cao trung bình là 315 mét trên mực nước biển, có điểm thấp nhất là 282 mét và điểm cao nhất là 374 mét. Xã có diện tích 4,44 km², dân số vào thời điểm 1999 là 108 người; mật độ dân số là 24 người/km².

## Thông tin nhân khẩu
| 1962 | 1968 | 1975 | 1982 | 1990 | 1999 |
| ---- | ---- | ---- | ---- | ---- | ---- |
| 96   | 103  | 107  | 96   | 101  | 108  |